# Nypa fruticans
Nypa fruticans Wurmb, 1779 è una pianta della famiglia delle Arecacee o Palme, unica specie del genere Nypa e della sottofamiglia Nyphoideae.. È l'unica specie di palma che entra come costituente nella formazione delle mangrovie.
È una delle specie di angiosperme viventi più antiche e probabilmente la specie di palma più antica esistente. Resti fossili della specie sono stati rinvenuti anche al di fuori del suo attuale areale australasiano e i più antichi risalgono al Cretacico superiore (65–70 milioni di anni fa).

## Descrizione

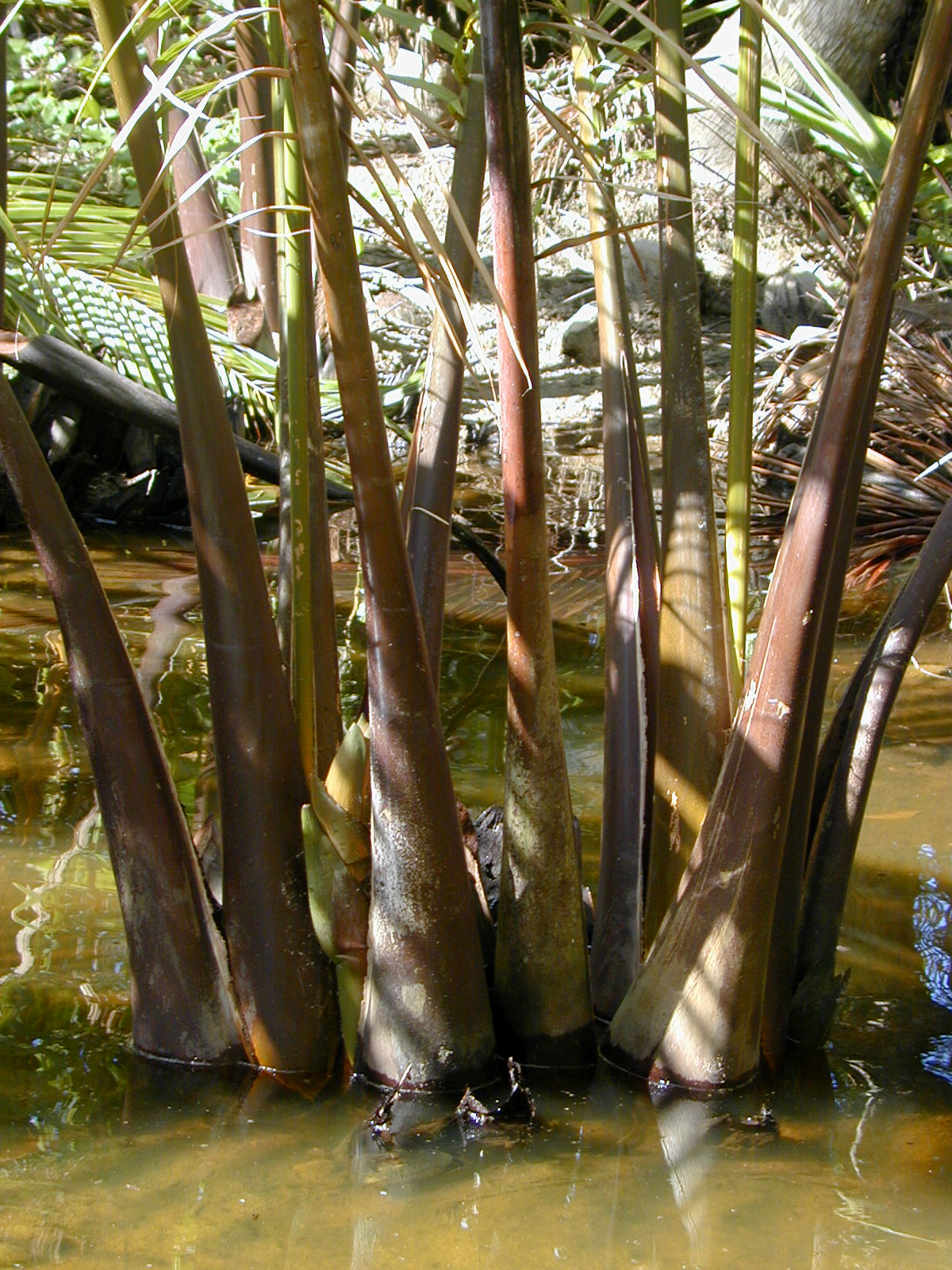
Fusti

È una palma con fusto prostrato del diametro di circa 30 cm, in genere quasi interamente sommerso dall'acqua o dal limo.

Presenta larghe foglie, pennate,  erette o arcuate, lunghe da 4 a 9 m e composte da 50-70 paia di foglioline lanceolate, acuminate, lunghe 50–130 cm, di colore verde brillante sulla faccia superiore, inserite su un rachide di colore dal giallo al bruno.

È una specie monoica.
 L'infiorescenza si sviluppa all'ascella delle foglie ed è di colore giallo arancio, lunga 30–150 cm, peduncolata, composta da fiori maschili giallastri, lunghi 4–5 mm concentrati nella parte apicale dell'infiorescenza e fiori femminili di color verde crema, lunghi 10–15 mm, raccolti nella parte basale.

I frutti, aggregati in infruttescenze a grappolo di forma globosa, sono da obovoidi a cuneiforme, lunghi 8–15 cm e larghi 2–9 cm, ricoperti da uno spesso tegumento di colore marrone scuro. I semi sono grossolanamente ovoidali, lunghi 4–5 cm.

## Biologia
È l'unica specie di palma che entra come costituente nella formazione delle mangrovie. È una specie a crescita molto rapida, che colonizza gli estuari fluviali e le lagune, formando fitte reti di rizomi sommerse nel fango.
I frutti sono galleggianti e la loro disseminazione può essere favorita dalle correnti oceaniche.

## Distribuzione e habitat

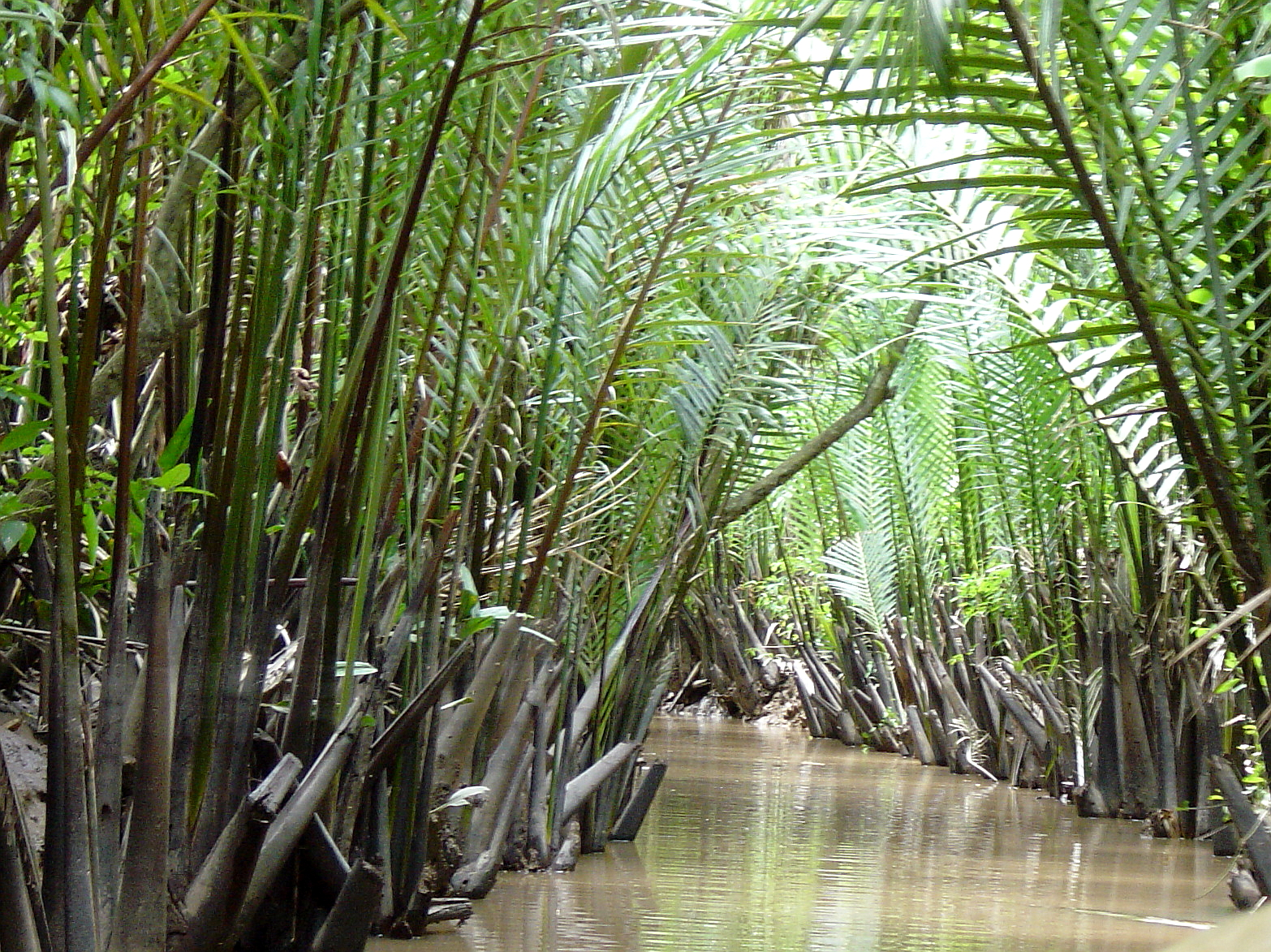
Habitat tipico

L'areale di questa specie si estende da Sri Lanka e dal delta del Gange, attraverso il sudest asiatico sino al Giappone, all'Australia settentrionale e all'oceano Pacifico occidentale.

È stata introdotta in Africa occidentale (Camerun e Nigeria) e in America centrale (Panama e Trinidad e Tobago).
Cresce nelle aree estuarine formando fitte barriere lungo le rive dei fiumi, in acque sia dolci sia salmastre.

## Usi

### Usi alimentari
Dalle infiorescenze immature si raccoglie una linfa zuccherina che viene utilizzata per preparare uno sciroppo dolciastro, chiamato gur in India, o gula melaka in Malaysia, che a sua volta può essere la base per la preparazione di distillati alcolici. 
Nelle isole indonesiane di Roti e Savu, la linfa estratta dalla palma è invece utilizzata per l'alimentazione dei maiali, ed è in grado di conferire alle carni un sapore dolciastro; opportunamente fermentata è inoltre utilizzata per la produzione di una sorta di aceto in papua Nuova Guinea e nelle Filippine dove assume il nome di suka.
I petali dei fiori vengono utilizzati per la preparazione di tisane.
In vari paesi del sud-est asiatico i frutti immaturi, traslucidi e di consistenza gelatinosa, chiamati attap-chee, sono comunemente utilizzati per la preparazione di dessert.

### Usi architettonici

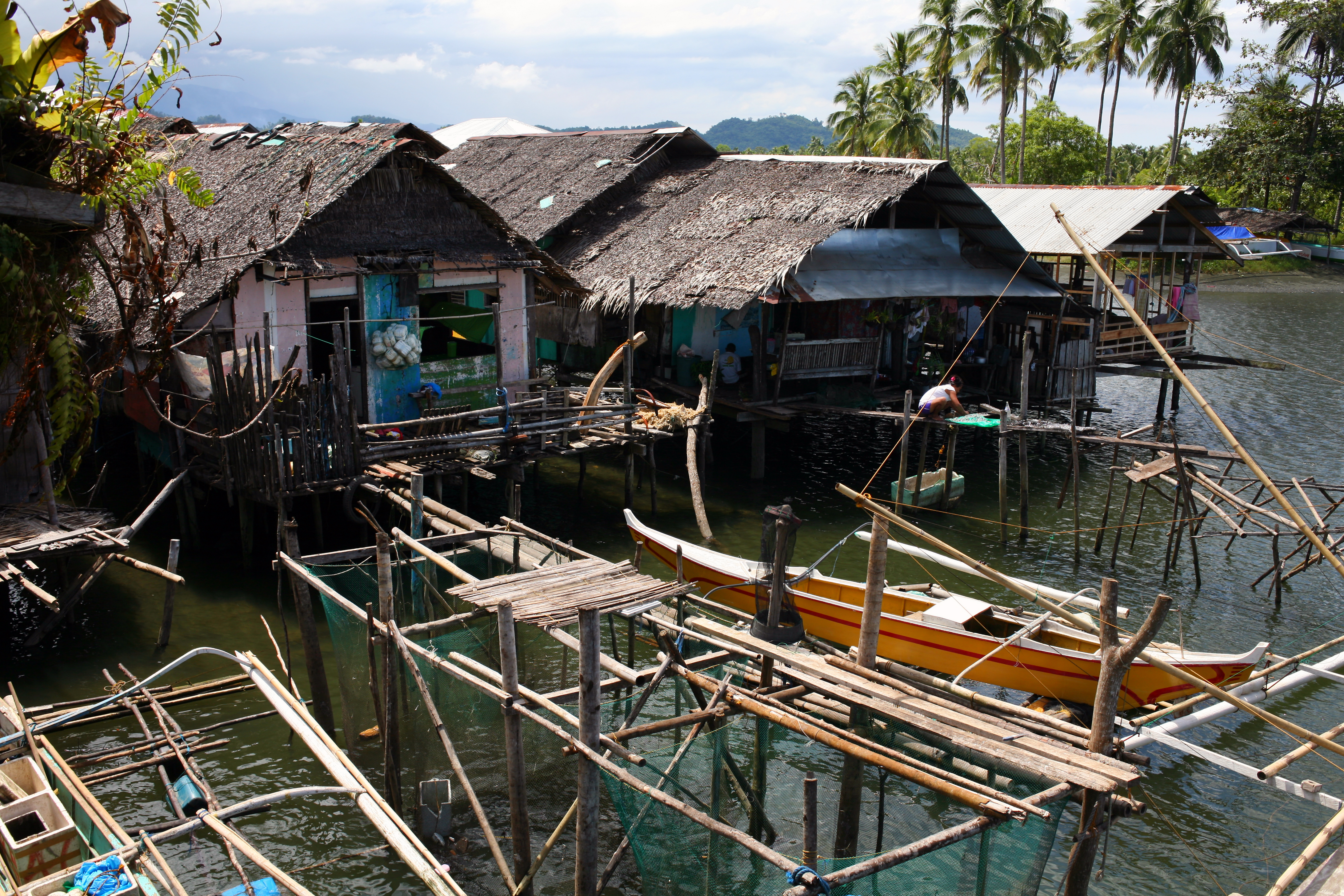
Alcune nipa hut a palafitta a Cantilan

Nelle Filippine le fronde opportunamente seccate di Nypa fruticans sono ampiamente utilizzate per la copertura delle tipiche nipa house o bahai kubo o nipa hut, costruzioni spesso a palafitta usate sia per scopi abitativi che di riparo dal sole e ovunque presenti nell'arcipelago. Tale utilizzo è diffuso anche in Bangladesh e India, dove la palma è conosciuta come golpata. Le fronde sono inoltre utilizzate in artigianato per intrecciare stuoie, ceste ed altri utensili domestici.

### Usi medici
Nella medicina popolare i giovani germogli di N. fruticans sono usati come vermicidi e la cenere è utilizzata come analgesico contro il mal di testa ed il mal di denti, nonché per il trattamento dell'herpes.

### Altri usi
Le foglie secche, i piccioli, i residui dei frutti possono essere utilizzati per la produzione di biocarburante.
I rizomi sono utilizzati come galleggianti per le reti da pesca e i pescatori ritengono che abbiano la proprietà di attrarre i pesci verso le reti.